# Hayato Murotsu
Hayato Murotsu (室津 颯斗 Murotsu Hayato?, nacido el 12 de abril de 2000 en Osaka) es un futbolista japonés que se desempeña como defensa.

## Trayectoria

### Clubes
| Club                | País  | Año    |
| ------------------- | ----- | ------ |
| Cerezo Osaka        | Japón | 2018 - |
| Cerezo Osaka sub-23 | Japón | 2018 - |

## Estadística de carrera

### J. League
| Club                | Año   | J. League | J. League | Copa J. League | Copa J. League | Total | Total |
| Club                | Año   | Part.     | Goles     | Part.          | Goles          | Part. | Goles |
| ------------------- | ----- | --------- | --------- | -------------- | -------------- | ----- | ----- |
| Cerezo Osaka        | 2018  | 0         | 0         | 0              | 0              | 0     | 0     |
| Cerezo Osaka sub-23 | 2018  | 1         | 0         | -              | -              | 1     | 0     |
| Total               | Total | 1         | 0         | 0              | 0              | 1     | 0     |